# Emil Janausch
Emil Janausch, född 14 februari 1901, död 21 maj 1960, var en friidrottare från Österrike. Han deltog vid olympiska sommarspelen 1924, olympiska sommarspelen 1932 och olympiska sommarspelen 1936.